# Descendants (téléfilm)
Pour les articles homonymes, voir Descendant.
Série Descendants
Descendants 2
(2017)
Pour plus de détails, voir Fiche technique et Distribution.
Descendants est un téléfilm américain de la collection des Disney Channel Original Movie réalisé par Kenny Ortega et diffusé le 31 juillet 2015 sur Disney Channel.
Le film suit quatre enfants de méchants :  Mal (Dove Cameron), la fille de Maléfique ; Evie (Sofia Carson), la fille de la Méchante Reine ; Jay (Booboo Stewart), le fils de Jafar et Carlos (Cameron Boyce), le fils de Cruella d'Enfer. Ils tous originaires l'île de l'Oubli, une île sans magie créée par La Bête (Dan Payne) quand ce dernier est devenu roi des États-Unis d'Auradon, un pays qui réunis tous les royaumes enchantés. Quand le fils (Mitchell Hope) de ce dernier est sur le point de reprendre le trône, il décide de faire quitter l'île au quatuor afin de les faire étudier à Auradon. Néanmoins, ils sont alors missionnés par Maléfique (Kristin Chenoweth) qui souhaite trouver un moyen de faire venir les méchants à Auradon.
C'est le premier volet d'une série qui met en scène les descendants des personnages des films du studio Walt Disney Pictures. Il est suivi par Descendants 2, diffusé en 2017, puis par Descendants 3, en 2019. Le succès du téléfilm a également donné naissance à une franchise médiatique avec de nombreux produits dérivés et des adaptations dans d'autres médias.

## Synopsis
La Belle et la Bête se sont mariés et sont devenus roi et reine. À la suite de la création des États-Unis d'Auradon, ils ont créé une nouvelle nation prospère à partir des royaumes environnants et ont banni les méchants sur l'île de l'Oubli, un bidonville insulaire entouré d'une barrière où la magie est suspendue. Maintenant, vingt ans plus tard, leur fils, Ben, qui sera bientôt couronné roi, annonce que sa première proclamation est de donner à quatre enfants sélectionnés de l'île de l'Oubli une chance de vivre à Auradon, loin de l'influence de leurs méchants parents, malgré les protestations de son père. Il choisit Carlos, fils de Cruella d'Enfer ; Jay, fils de Jafar ; Evie, fille de la Méchante Reine ; et Mal, fille de Maléfique. Sur l'île, Maléfique ordonne au quatuor de voler la baguette magique de la fée marraine pour libérer la barrière afin qu'elle puisse prendre le contrôle d'Auradon.
En voyageant vers l'école d'Auradon, les quatre rencontrent Ben et sa petite amie autoproclamée Audrey, fille de la princesse Aurore. Ils rencontrent également la fée marraine, la directrice de l'école. Evie utilise le miroir magique de poche de sa mère pour localiser la baguette dans un musée voisin, et Mal utilise le rouet de sa mère du musée pour endormir le garde de sécurité, mais ils ne parviennent pas à voler la baguette en raison d'une barrière qui l'entoure. Après avoir appris que la fée marraine utilisera la baguette lors du couronnement de Ben, les quatre attendent en assistant aux cours, mais commencent à s'intégrer aux élèves. Jay est recruté dans l'équipe de «tournoi» de l'école (un sport similaire au hockey sur gazon, au hurling et à la crosse), tandis que Carlos surmonte sa peur des chiens en se liant d'amitié avec le chien de l'école, Camarade. Evie, bien qu'intelligente, agit en vain pour impressionner Chad, le fils de Cendrillon, mais finit par faire ses devoirs à sa place. Le fils de Simplet, Doug, l'encourage à ne pas flatter les autres et à être elle-même.
Mal devient populaire, utilisant le livre de sorts de Maléfique pour améliorer l'apparence de Jane et Lonnie, les filles de la fée marraine et de Mulan, respectivement. Jane en particulier n'aime pas son apparence, surtout parce que sa mère n'utilisera pas sa propre magie pour les changer. Apprenant que la "petite amie" de Ben sera assise près de la baguette lors du couronnement, qui est utilisée lors de la cérémonie, Mal prépare un cookie mêlé à un filtre d'amour et le donne à Ben, qui tombe follement amoureux d'elle, au grand dam de choc de ses amis, en particulier Audrey. Lors d'un rendez-vous avec Ben, Mal entre en conflit avec sa bonté intérieure croissante et son désir de plaire à sa mère, ne sachant pas comment réagir aux sentiments de Ben à son égard. Pendant la journée familiale de l'école, les enfants des méchants sont ostracisés après une rencontre avec la grand-mère d'Audrey, la reine Leah, qui déteste Mal parce que la malédiction de Maléfique était la raison pour laquelle elle a raté l'enfance d'Aurore, provoquant une dispute qui pousse Mal à mettre fin au sortilège de beauté qu'elle a utilisé sur Jane. Ben essaie de les rassurer que tout ira bien après le couronnement. Doug essaie de rester amical envers Evie, mais Chad l'oblige à prendre ses distances avec elle.
Lors du couronnement de Ben, Mal lui donne un brownie contenant l'antidote du sortilège d'amour, estimant qu'il n'est pas nécessaire de le garder sous le charme. Il s'avère, de l'aveu de Ben, qu'il était déjà libéré du sort depuis leur rendez-vous lorsqu'il est allé nager dans le lac enchanté, croyant que Mal ne l'a fait que parce qu'elle l'aimait vraiment. Cependant, à la grande surprise de Mal, il s'avère que Ben a toujours eu des sentiments pour elle. Lors du couronnement de Ben, une Jane désabusée attrape la baguette de sa mère, voulant améliorer sa beauté, seulement pour qu'elle détruise accidentellement la barrière de l'île. Mal prend la baguette de Jane, mais déchirée sur ce qu'il faut faire, est encouragée par Ben à faire son propre choix plutôt que de suivre le chemin de Maléfique. Mal reconnaît qu'elle et ses amis ont trouvé le bonheur à Auradon et ils choisissent d'être bons.
Maléfique bloque la cérémonie, gelant tout le monde sauf elle-même et les quatre enfants méchants. Lorsqu'ils la défient, Maléfique se transforme en dragon. Mal et ses amis utilisent un contre-sort, transformant Maléfique en lézard, sa petite taille basée sur la quantité d'amour dans son cœur. Mal rend sa baguette à la fée marraine alors qu'elle débloque tout le monde et lui dit de ne pas être dure avec Jane. Pendant que les méchants regardent la célébration de loin, les étudiants de l'école d'Auradon font la fête toute la nuit. Les yeux de Mal deviennent verts alors qu'elle s'adresse au public, leur disant que l'histoire n'est pas encore terminée.

## Fiche technique
- Titre original, français et québécois : Descendants
- Réalisation : Kenny Ortega
- Scénario : Josann McGibbon et Sara Parriott, d'après les personnages des films du studio Walt Disney Pictures
- Direction artistique : Michael Norman Wong
- Décors : Mary-Lou Storey
- Costumes : Kara Saun
- Photographie : Thomas Burstyn
- Montage : Don Brochu
- Musique : David Lawrence
- Chorégraphie : Kenny Ortega et Paul Becker
- Production : Tracey Jeffrey
- Producteurs délégués : Kenny Ortega et Wendy Japhet
- Sociétés de production : Bad Angels Productions, A 5678 Production et Disney Channel
- Sociétés de distribution : Disney Channel (télévision) ; The Walt Disney Company (globale)
- Pays d’origine :  États-Unis
- Langue originale : anglais
- Format : couleur - 35 mm - 1,85:1 - son Dolby numérique
- Genre : Musical et fantastique
- Durée : 112 minutes
- Dates de sortie :
  -  États-Unis : 31 juillet 2015 sur Disney Channel (première diffusion télé + sortie DVD)
  -  Québec : 31 juillet 2015 (sortie DVD) / 27 septembre 2015 sur La Chaîne Disney (première diffusion télé)
  -  France /  Belgique : 16 octobre 2015 sur Disney Channel France (première diffusion télé) / 17 octobre 2015 (sortie DVD)

 Sauf indication contraire, les informations mentionnées dans cette section peuvent être confirmées par la base de données cinématographiques IMDb,  présente dans la section « Liens externes ».

## Distribution

### Les descendants
- Dove Cameron (VFB : Nancy Philippot) : Mal, la fille de Maléfique
- Sofia Carson (VFB : Séverine Cayron) : Evie, la fille de la Méchante Reine
- Booboo Stewart (VFB : Pierre Lognay) : Jay, le fils de Jafar
- Cameron Boyce (VFB : Maxime Van Santfoort) : Carlos d'Enfer, le fils de Cruella d'Enfer (Carlos De Vil en V.O.)
- Mitchell Hope (Voix chansons : Jeff Lewis, VFB : Pierre Le Bec) : le Prince Benjamin « Ben », le fils de Belle et La Bête
- Sarah Jeffery (VFB : Laura Masci) : la Princesse Audrey, la fille de la Princesse Aurore, et du Prince Philippe
- Jedidiah Goodacre (VFB : Maxime Donnay) : le Prince Chad Charmant, le fils de Cendrillon et du Prince Charmant (Chad Charming en V.O.)
- Dianne Doan (VFB : Delphine Chauvier) : Lonnie, la fille de Mulan et du Général Li Shang
- Brenna D'Amico (VFB : Laetitia Liénart) : Jane, la fille de la Fée marraine
- Zachary Gibson (VFB : Alessandro Bevilacqua) : Doug, le fils de Simplet

### Les méchants
- Kristin Chenoweth (VFB : Laurence Cesar) : Maléfique
- Kathy Najimy (VFB : Jacqueline Ghaye) : la Méchante Reine
- Wendy Raquel Robinson (en) (VFB : Nathalie Hons) : Cruella d'Enfer
- Maz Jobrani (VFB : Peppino Capotondi) : Jafar

### Les gentils
- Keegan Connor Tracy (VFB : Maia Baran) : la Reine Belle
- Dan Payne (VFB : Philippe Allard) : le Roi Adam, la Bête
- Melanie Paxson (VFB : Marcha Van Boven) : la Fée marraine
- Stephanie Bennett (VFB : Delphine Chauvier) : Blanche-Neige
- Judith Maxie : la Reine Leah, la mère de la Princesse Aurore

### Les autres personnages
- Reese Alexander : Coach Jenkins
- Jonathan Holmes (VFB : Franck Dacquin) : Mr. Deley

Version française
- Société de doublage : Dubbing Brothers Belgique
- Directeur artistique : Bruno Mullenaerts
- Adaptation : Rachel Campard

Sources V. F. : Carton de doublage dans le DVD du film.

## Production

### Développement
Le 12 décembre 2013, Disney Channel annonce la production d'un téléfilm mettant en scène les enfants des personnages des films du studio Walt Disney Pictures, principalement ceux des méchants, dont le scénario a été écrit par Josann McGibbon et Sara Parriott, deux scénaristes nominés au Emmy Awards.
Le réalisateur-chorégraphe Kenny Ortega réalisera le téléfilm. Celui-ci est un habitué des productions Disney : il a réalisé Hocus Pocus, la trilogie High School Musical ainsi que le deuxième volet de la trilogie Cheetah Girls. Il s'est aussi occupé de la tournée Best of Both Worlds Tour d'Hannah Montana/Miley Cyrus.

### Tournage
Le tournage du film s'est déroulé en 2014 à Vancouver dans la province de Colombie-Britannique, et à Montréal dans la province de Québec.

## Bande-originale
Singles
1. Believe
Sortie : 26 juin 2015
2. Rotten to the Core (version de Sofia Carson)
Sortie : 21 août 2015
3. Par Magie (France uniquement)
Sortie : 14 octobre 2015

Liste des titres
1. Rotten to the Core - Dove Cameron, Booboo Stewart, Sofia Carson et Cameron Boyce
2. Evil Like Me - Kristin Chenoweth et Dove Cameron
3. Did I Mention - Jeff Lewis
4. If Only - Dove Cameron
5. Be Our Guest - Mitchell Hope, Spencer Lee, Kala Balch et Marco Marinangeli
6. If Only (Reprise) - Dove Cameron
7. Set It Off - Dove Cameron, Booboo Stewart, Sofia Carson, Cameron Boyce, Mitchell Hope, Jeff Lewis et Sarah Jeffery
8. Believe - Shawn Mendes
9. Rotten to the Core - Sofia Carson*
10. Night Is Young - China Anne McClain*
11. Good Is the New Bad - Dove Cameron, Sofia Carson et China Anne McClain*
12. I'm Your Girl - Felicia Barton (en)*
13. Descendants Score Suite - David Lawrence

Note : Les chansons marquées d'une astérisque servent de bande-originale à la série dérivée Descendants : Génération méchants.
- Mitchell Hope, l’interprète du Prince Ben, ne participe qu'à la chanson Be Our Guest et aux parties non-chantées de Set It Off. C'est le chanteur Jeff Lewis qui chante à sa place lors des moments où son personnage doit chanter.
- La version de l'album sortie en France contient une chanson inédite intitulée Par Magie, interprétée par Anaïs Delva. C'est une adaptation française de la chanson If Only, présente sur la bande originale et chantée par Dove Cameron.
- La chanson I'm Your Girl a aussi été reprise par Dove Cameron et Sofia Carson. Leur version a été éditée en tant que single promotionnel pour la série dérivée Descendants : Génération méchants.

## Accueil

### Audience
Aux États-Unis, avant sa première diffusion à la télévision, le téléfilm attire 1,4 million de téléspectateurs lors de sa diffusion en avant-première sur l'application Watch Disney Channel. Lors de sa première diffusion le 31 juillet 2015 sur Disney Channel, le téléfilm rassemble 6,6 millions de téléspectateurs,.
Le lendemain de sa diffusion, il est annoncé que le téléfilm a atteint les 10,5 millions de téléspectateurs via les enregistrements sur box. Le film est actuellement le cinquième téléfilm le plus vu de l'histoire du câble.

### Critiques
Le film a reçu des critiques positives sur l'agrégateur de critiques Metacritic, avec un score de 63/100 sur la base de 5 critiques collectées.

## Produits dérivés et univers étendu
Le succès du téléfilm a donné naissance à une franchise avec de nombreux produits dérivés (costumes, vêtements, jouets, etc.) principalement vendus chez Disney Store mais également des adaptations via d'autres médias.
La romancière américaine Melissa de la Cruz écrit une série de romans, édités par Hachette Livre en France, qui développe la chronologie du téléfilm. Le premier, L'Île de l'Oubli, se déroule avant le téléfilm. Plusieurs personnages issus de films Disney apparaissent ou sont cités dans le livre : certains sont devenus professeurs sur l'île, d'autres possèdent des commerces et les autres poursuivent simplement leurs vies. Le téléfilm a aussi eu droit à une novélisation à destination du jeune public ainsi que plusieurs adaptations comme Le grimoire de Mal et Secrets et sortilèges. Une série de romans pour le jeune public adaptée de la série dérivée Descendants : Génération méchants a également été publiée dans la collection Bibliothèque rose.
La franchise a également donné naissance à deux séries : Descendants: School of Secrets, une web-série diffusée sur l'application Watch Disney Channel, qui a lieu avant le téléfilm et introduit les personnages d'Auradon, et Descendants : Génération méchants, une shortcom d'animation 3D diffusée sur Disney Channel. Cette dernière se déroule entre le premier et le second téléfilm, les acteurs du téléfilm qui doublant leurs propres personnages.
La série a également eu des adaptations en jeux vidéo (via des mini-jeux sur internet et des applications mobile) ainsi qu'en jeu de société.

## Suites
Lors de la convention D23 Expo de l'année 2015 qui s'est déroulée début août au Anaheim Convention Center en Californie, Disney Channel annonce le développement d'un deuxième volet dont la diffusion est prévue pour l'été 2017. Josann McGibbon, Sara Parriott, Kenny Ortega ainsi qu'une grande partie du casting reviennent pour ce deuxième volet, qui raconte le retour de Mal sur l'Île de l'Oubli et ses retrouvailles avec son ennemie de toujours, Uma, la fille d'Ursula.
Un troisième volet, Descendants 3, est diffusé à l'été 2019, toujours avec l'équipe des deux premiers volets. À partir de son quatrième volet, Descendants : L'Ascension de Red, la franchise se poursuit avec de nouveaux personnages.

## Distinctions

### Récompenses
- Writers Guild of America Awards 2016 :
  - Meilleur scénario pour un programme jeunesse pour Josann McGibbon et Sara Parriott
- Directors Guild of America Awards 2016 :
  - Meilleur réalisateur pour un programme jeunesse pour Kenny Ortega

### Nominations
- Teen Choice Awards 2015 :
  - Meilleure chanson de téléfilm pour Believe de Shawn Mendes
- Golden Reel Awards 2016 :
  - Meilleur montage sonore à la télévision pour un téléfilm musical pour Amber Funk
- Primetime Emmy Awards 2016 :
  - Meilleure composition musicale pour une minisérie, un téléfilm ou un programme spécial pour David Lawrence